# Accusato di libertà
Accusato di libertà è il primo album del cantante italiano Luigi Grechi, pubblicato nel gennaio 1976 dalla PDU.

## Descrizione
Dopo essersi trasferito a Milano, Luigi De Gregori trova lavoro come bibliotecario (come già suo padre e suo nonno); nel frattempo continua a scrivere canzoni, e nel 1975 firma un contratto con la PDU, etichetta discografica di proprietà di Mina. Assume come nome d'arte il cognome materno Grechi, per non sfruttare la popolarità del fratello (che proprio in quel periodo scala le classifiche con l'album Rimmel), e tra il dicembre 1975 e il gennaio 1976 registra le 10 canzoni del disco presso gli Studi La Basilica di Milano e studi PDU di Lugano.
Il produttore del disco è Roy Tarrant, che è noto per aver lavorato con i Tangerine Dream e per essersi occupato di molti dischi jazz (ed infatti molti dei musicisti presenti nell'album sono noti jazzisti come Gaetano Liguori e Andrea Centazzo).
Tra i brani sono da ricordare, oltre alla title track, la bella Lo spessore dei ricordi, eseguita da Grechi da solo, accompagnandosi con la chitarra, Mattmark, canzone che racconta il disastro avvenuto il 30 agosto del 1965 presso il Lago Mattmark (quando il ghiacciaio pensile di Allalin si staccò in blocco e cadde nel lago, provocando la morte di 88 operai che lavoravano alla costruzione della diga) ed Il mio cappotto, che verrà reincisa in seguito. Due canzoni del disco, Questa è una storia antica come il sole e Buonanotte, Nina, sono due brani scritti da Francesco De Gregori in gioventù e mai pubblicati ufficialmente nella sua discografia (il secondo, però, è reperibile nel bootleg Live al Folkstudio, pubblicato insieme a Giorgio Lo Cascio nel dicembre 1970 su audiocassetta ed ora reperibile in cd).

## Tracce

### LP
Lato A
1. Il mio cappotto – 3:26 (Luigi Grechi)
2. Accusato di libertà – 2:42 (Luigi Grechi)
3. Lo spessore dei ricordi – 3:39 (Luigi Grechi)
4. È troppo tempo ormai – 4:50 (Luigi Grechi)
5. Questa è una storia antica come il sole – 3:23 (Francesco De Gregori)

Lato B
1. Mattmark – 3:58 (Luigi Grechi)
2. Buonanotte, Nina – 4:26 (Francesco De Gregori)
3. Quel buon vino – 3:18 (Luigi Grechi (testo); musica tradizionale nordamericana, rielaborata da Luigi Grechi)
4. L'uomo del nord – 2:35 (Luigi Grechi)
5. Paese – 4:06 (Luigi Grechi)

## Formazione
- Luigi Grechi - voce, chitarra acustica
- Franco Feruglio - basso
- Andrea Centazzo - percussioni
- Gaetano Liguori - pianoforte
- Pietro Bianchi - violino, pianoforte, Fender Rhodes
- Alessandro Maria Wagner - armonica (brano: Il mio cappotto)

Note aggiuntive
- Roy Tarrant - produzione
- Registrato a La Basilica, Milano e negli studi PDU di Lugano (Svizzera) - dicembre 1975 e gennaio 1976
- Nuccio Rinaldis e Abramo Pesatori - tecnici di registrazione
- Mario Balletti - fotografie
- Luciano Tallarini - art director per la parte grafica[2]